# Buretsu
Buretsu, född 489, död 507, var regerande kejsare av Japan mellan 499 och 507.